# Огез
Огез (фр. Auguaise) насеље је и општина у северној Француској у региону Доња Нормандија, у департману Орн која припада префектури Мортањ о Перш.
По подацима из 2011. године у општини је живело 163 становника, а густина насељености је износила 72,44 становника/km². Општина се простире на површини од 2,25 km². Налази се на средњој надморској висини од 300 метара (максималној 281 m, а минималној 245 m).

## Демографија
| 1962. | 1968. | 1975. | 1982. | 1990. | 1999. | 2011. |
| ----- | ----- | ----- | ----- | ----- | ----- | ----- |
| 117   | 142   | 122   | 118   | 103   | 119   | 163   |

График промене броја становника у току последњих година